# Josef Zila
Josef Zila, född 1946, är en svensktjeckisk professor emeritus i straffrätt vid Örebro universitet, även verksam vid den juridiska fakulteten på Stockholms universitet. Zila har tagit juristexamen två gånger på två olika språk, första gången vid Karlsunivsersitetet i Prag åren 1969–1974 och andra gången vid Uppsala universitet åren 1986–1989. Förutom att undervisa på juristprogrammet har han forskat inom bland annat påföljdslära, sanktionsavgifter och specialstraffrätt, främst vid Stockholms och Örebro universitet, men även vid Brottsförebyggande rådet. Han har även skrivit en stor mängd juridiskt doktrin på det straffrättsliga området.